# Democracia Regionalista de Castilla-León
Democracia Regionalista de Castilla y León (DRCL) fou un partit regionalista de Castella i Lleó. Es presentà a les eleccions municipals de 1995 i va assolir-hi 4.986 vots (0,36%) i un total de 36 regidors. Fou un dels partits que posteriorment donaren origen a Unidad Regionalista de Castilla-León.